# مقاطعة لانكستر (نبراسكا)
مقاطعة لانكاستر (بالإنجليزية: Lancaster County)‏ هي إحدى مقاطعات ولاية نبراسكا في الولايات المتحدة الأمريكية.

## أعلام
- ليون رايلي